# Только сильнейшие
«Только сильнейшие» (англ. Only the Strong) — кинофильм производства США, вышедший в 1993 году.

## Сюжет
Отслужив в армии в Бразилии, где изучал капоэйру, Луис Стивенс возвращается домой в США. Он решает навестить школу, в которой когда-то учился. Придя в школу, Луис неприятно удивлён тем, что там увидел: среди школьников процветает наркомания, они носят с собой оружие, полное отсутствие дисциплины.
На школьном дворе Луис заступается за одного из учеников, которого старший брат заставляет продавать наркотики. Завязывается драка, во время которой все ученики болеют за Луиса. Учитель обществознания Керриган поражён и предлагает Луису начать преподавать капоэйру в школе. Совет школы категорически против, но за Луиса вступается его первая любовь и бывшая одноклассница, а ныне преподаватель этой же школы Диана.
Начинаются уроки. Сначала ученики хихикают, но потом постепенно втягиваются в занятия, даже самые отъявленные хулиганы. Один из отпетых хулиганов — Орландо Оливейрес — бросает занятия под давлением своего брата — криминального авторитета Сильверио Оливейреса, который также является мастером капоэйры. В конечном итоге банда Сильверио громит школу, устраивает беспорядки и поджигает школу. B этом пожаре погибает общий друг Луиса и Орландо — одиннадцатиклассник Донован. Тут и Орландо начинает сомневаться, на чьей он стороне. Поняв, что сидеть и ждать справедливости не имеет смысла, Луис решает взять ситуацию в свои руки. Кто же станет «хозяином района», а также идолом молодёжи, решится в финальной схватке Луиса и Сильверио.

## В ролях
- Марк Дакаскос — Луис Стивенс
- Стейси Трэвис — Дайана
- Джеффри Льюис — Кэрриган
- Пако Кристиан Прието — Сильверио Оливейрес
- Ричард Кока — Орландо Оливейрес
- Райан Боллмэн — Донован
- Роман Кэрдуэл — Шэй
- Кристиан Клемэш — Эдди
- Фрэнк Дюкс — Велдер

В роли учителя капоэйры для персонажа Марка Дакаскоса снялся Жозелиту «Амен» Санту (Joselito «Amen» Santo), инструктор капоэйры, который учил ей самого Дакаскоса. Oн же был постановщиком боев с применением капоэйры.